# NGC 3686
NGC 3686 је спирална галаксија у сазвежђу Лав која се налази на NGC листи објеката дубоког неба.
Деклинација објекта је + 17° 13' 24" а ректасцензија 11h 27m 44,1s. Привидна величина (магнитуда) објекта NGC 3686 износи 11,2 а фотографска магнитуда 12,0. Налази се на удаљености од 23,5000 милиона парсека од Сунца. NGC 3686 је још познат и под ознакама UGC 6460, MCG 3-29-51, CGCG 96-49, IRAS 11251+1729, PGC 35268.